# Egitàlids
Els egitàlids (Aegithalidae), són una família de petits ocells passeriformes. La família conté 13 espècies en tres gèneres. L'única espècie que habita als països catalans és la mallerenga cuallarga (Aegithalos caudatus). Formen part del subordre dels ocells cantaires.

## Morfologia
- Són ocells petits, que fan 9 - 14 cm de llargària incloent la llarga cua, i un pes de 4,5 - 9 g.
- El plomatge és generalment gris pàl·lid o marró, encara que algunes espècies tenen marques blanques i la mallerenga cuallarga algunes taques rosades. En contrast amb la resta de la família les dues espècies del gènere Leptopoecile tenen colors brillants, amb tons violetes i blaus. Leptopoecile elegans és l'únic membre de la família que compta amb una cresta.
- El bec és petit en aquesta família, curt i cònic.
- Les ales són curtes i arrodonides i les potes relativament llargues.

## Hàbitat i distribució
Tots els egitàlids viuen al bosc, particularment als clars i al sotabosc. Les espècies del gènere Aegithalos mostren preferència pels boscos caducifolis o mixtos, mentre que Psaltria exilis la mostra pels boscos de coníferes de muntanya. Psaltriparus minimus es troba en una àmplia gamma d'hàbitats, fins i tot en zones arbustives àrides, però és més comú en els boscos mixtos. La majoria de les espècies d'aquesta família viuen en hàbitats muntanyencs als voltants de l'Himàlaia, i tots es distribueixen per Euràsia, excepte Psaltriparus minimus, que és nativa de l'oest d'Amèrica del Nord. La mallerenga cuallarga té una distribució més àmplia que qualsevol altre egitàlid, ja que viu per tota Euràsia, des de la Gran Bretanya fins al Japó. Hi ha dues espècies, en canvi, que tenen una distribució mot reduïda, Aegithalos sharpei, restringida a dues muntanyes de Myanmar, i Psaltria exilis, limitat a les muntanyes de l'oest de Java. Són espècies sedentàries, malgrat que la mallerenga cuallarga pot fer moviments de dispersió al límit nord de la seva àrea de distribució (sobretot a Sibèria). Moltes espècies es traslladen des de la muntanya al pla en hivern.

## Alimentació
Són omnívors, menjant principalment insectes i altres invertebrats. Prenen material vegetal de tant en tant durant l'hivern. La família en general, cerca l'aliment als arbres, generalment en l'estrat arbustiu o al dosser, i poques vegades baixa a terra. Generalment, pren les seves preses de branques, fulles i capolls, Molt poques vegades de l'aire. Quan està a la recerca d'aliments poden penjar cap per avall en les branques i fins i tot manipular branques i fulles per tal de localitzar aliments amagats.

## Reproducció
En general, són monògams. Als pares els poden ajudar per assistents mentre que crien. Si bé això només ha estat registrada en dues espècies, potser la raó és la manca d'informació. Els egitàlids fan nius en forma de cúpula, utilitzant en la construcció plomes, teranyines i molsa o líquens. Fan els nius entre el fullatge d'arbres o arbusts, molt amagats. Ponen 6 - 10 ous blancs, que en moltes de les espècies tenen taques vermelles. Els adults coven els ous 13 - 14 dies. Els joves romanen al niu 16 - 17 dies. Almenys en les dues espècies ben estudiades (Aegithalos caudatus i Psatriparus minimus), és probable que només cove la femella. Els pollets s'alimenten exclusivament d'insectes i aranyes.

## Llista de gèneres i espècies
N'hi ha 13 espècies, en tres gèneres:
- Gènere Aegithalos amb 10 espècies.
- Gènere Leptopoecile amb dues espècies.
- Gènere Psaltriparus amb una espècie: mallerenga cuallarga americana (Psaltriparus minimus).

Tanmateix, altres obres taxonòmiques, com el Handook of the Birds of the World i la quarta versió de la BirdLife International Checklist of the birds of the world (desembre 2019), compten que la família té 15 espècies, car consideren que dues subespècies de la mallerenga cuallarga gorjanegra (Aegithalos concinnus) són espècies separades.